# Gefahrgutklasse
Die Gefahrgutklasse (exakt Klassen gefährlicher Güter, englisch classes of dangerous goods, unpräzise auch hazard class, class of danger) ist die Einteilung von Gefahrgut je nach Gefährlichkeitsmerkmal für den Transport, wie sie die Vereinten Nationen herausgegeben haben.

## Grundlagen
Der Umgang mit Gefahrgut wurde von den Vereinten Nationen in den Model Regulations der UN Recommendations on the Transport of Dangerous Goods, die derzeit in der Revision 22 (2021) gültig sind, festgelegt. Dazu gehört auch der Aufbau der Gefahrgutklassen.
Die Einteilung erfolgt in 13 Gefahrenklassen. Die weitere Unterteilung ist über einen Klassifizierungscode (classification code) je nach Klasse genauer spezifiziert:
- Die Klasse 1 ist in sechs Unterklassen „1.1“ bis „1.6“ (division number, gibt die Art der Gefährdung an) und Verträglichkeitsgruppen (compatibility group, informieren über genauere Stoffeigenschaften und regeln u. a. Zusammenladeverbote) unterteilt.
- Bei den Klassen 2, 3, 4.1, 4.2, 4.3, 5.1, 5.2, 6.1, 6.2, 7, 8 und. 9 wird mittels Codes über den genaueren Gefahrengrad oder Stoffeigenschaften (subdivisions) informiert.

Daneben sind noch die Verpackungsgruppen zu beachten, die Gefahrgüter in
I („sehr gefährliche“),
II („mittelgefährliche“) und
III („weniger gefährliche“) unterteilt.
Eingegangen sind die Gefahrgutklassen in internationale Übereinkünfte wie die europäischen Übereinkommen über die internationale Beförderung gefährlicher Güter auf der Straße (ADR), auf Binnenwasserstraßen (ADN, mit ADNR und ADN-D), die internationalen Regelungen zur Beförderung gefährlicher Güter im Schienenverkehr (RID) und for the Safety of Life at Sea (SOLAS) (dort als International Maritime Dangerous Goods Code, IMDG bezeichnet), und finden ähnlich auch im Straßentransportwesen der USA (Tunnelbeschränkungen seitens des US DOT) Verwendung. Die Gefahrgutklassifizierung findet sich in der amerikanischen Literatur oder bei US-Importen deshalb häufig als DOT-Klasse (DOT class) wieder.
Die hier gegebenen deutschen Bezeichnungen sind jene, welche die für Österreich und Deutschland gültige deutsche Fassung des aktuellen ADR gibt.
Zum Vergleich der Gefahrklassen nach UN-Rec.Transp. und UN-GHS siehe GHS-Gefahrenpiktogramm

## Klasse 1 – Explosive Stoffe
Explosivstoffe und Gegenstände, die Explosivstoffe enthalten

### Unterklassen
| Schild der ADR Gefahrgutklasse 1 – Explosivstoffe und Gegenstände, die Explosivstoffe enthalten | \| 1.1 \| Stoffe und Gegenstände, die massenexplosionsfähig sind (eine Massenexplosion ist eine Explosion, die nahezu die gesamte Ladung praktisch gleichzeitig erfasst) \| \| 1.2 \| Stoffe und Gegenstände, die die Gefahr der Bildung von Splittern, Spreng- und Wurfstücken aufweisen, aber nicht massenexplosionsfähig sind \| \| 1.3 \| Stoffe und Gegenstände, die eine Feuergefahr besitzen und die entweder eine geringe Gefahr durch Luftdruck oder eine geringe Gefahr durch Splitter-, Spreng- und Wurfstücke oder durch beides aufweisen, aber nicht massenexplosionsfähig sind, bei deren Verbrennung beträchtliche Strahlungswärme entsteht, oder die nacheinander so abbrennen, dass eine geringe Luftdruckwirkung oder Splitter-, Sprengstück-, Wurfstückwirkung oder beide Wirkungen entstehen \| \| 1.4 \| Stoffe und Gegenstände, mit geringer Explosionsgefahr – Auswirkungen bleiben auf das Versandstück beschränkt \| \| 1.5 \| Sehr unempfindliche massenexplosionsfähige Stoffe – Als Minimalanforderung gilt, dass sie beim Außenbrandversuch nicht explodieren dürfen \| \| 1.6 \| Extrem unempfindliche nicht massenexplosionsfähige Stoffe – Stoffe, bei denen (unter normalen Beförderungsbedingungen) eine vernachlässigbare Wahrscheinlichkeit zu einer unbeabsichtigten Zündung oder Fortpflanzung der Explosion besteht \| |
| 1.1                                                                                             | Stoffe und Gegenstände, die massenexplosionsfähig sind (eine Massenexplosion ist eine Explosion, die nahezu die gesamte Ladung praktisch gleichzeitig erfasst) |
| 1.2                                                                                             | Stoffe und Gegenstände, die die Gefahr der Bildung von Splittern, Spreng- und Wurfstücken aufweisen, aber nicht massenexplosionsfähig sind |
| 1.3                                                                                             | Stoffe und Gegenstände, die eine Feuergefahr besitzen und die entweder eine geringe Gefahr durch Luftdruck oder eine geringe Gefahr durch Splitter-, Spreng- und Wurfstücke oder durch beides aufweisen, aber nicht massenexplosionsfähig sind, bei deren Verbrennung beträchtliche Strahlungswärme entsteht, oder die nacheinander so abbrennen, dass eine geringe Luftdruckwirkung oder Splitter-, Sprengstück-, Wurfstückwirkung oder beide Wirkungen entstehen |
| 1.4                                                                                             | Stoffe und Gegenstände, mit geringer Explosionsgefahr – Auswirkungen bleiben auf das Versandstück beschränkt |
| 1.5                                                                                             | Sehr unempfindliche massenexplosionsfähige Stoffe – Als Minimalanforderung gilt, dass sie beim Außenbrandversuch nicht explodieren dürfen |
| 1.6                                                                                             | Extrem unempfindliche nicht massenexplosionsfähige Stoffe – Stoffe, bei denen (unter normalen Beförderungsbedingungen) eine vernachlässigbare Wahrscheinlichkeit zu einer unbeabsichtigten Zündung oder Fortpflanzung der Explosion besteht |

Die Gefährlichkeit der Unterklassen reiht sich wie folgt: 1.1, 1.5, 1.2, 1.3, 1.6, 1.4.

### Verträglichkeitsgruppen
|   | Beschreibung |
| - | --- |
| A | Zündstoff |
| B | Gegenstand mit Zündstoff und weniger als zwei wirksamen Sicherungsvorrichtungen (features)                                                                         |
| C | Treibstoff oder anderer deflagrierender explosiver Stoff |
| D | Detonierender explosiver Stoff oder Schwarzpulver |
| E | Gegenstand mit detonierendem explosivem Stoff ohne Zündmittel mit treibender Ladung                                                                                |
| F | Gegenstand mit detonierendem explosivem Stoff mit seinem eigenen Zündmittel, mit treibender Ladung oder ohne treibende Ladung                                      |
| G | Pyrotechnischer Stoff oder Gegenstand mit pyrotechnischem Stoff |
| H | Gegenstand, der sowohl explosiven Stoff als auch weißen Phosphor enthält                                                                                           |
| J | Gegenstand, der sowohl explosiven Stoff als auch entzündbare Flüssigkeit oder entzündbares Gel enthält                                                             |
| K | Gegenstand, der sowohl explosiven Stoff als auch giftigen chemischen Wirkstoff enthält                                                                             |
| L | Explosiver Stoff oder Gegenstand mit explosivem Stoff, der ein besonderes Risiko darstellt und eine Trennung jeder einzelnen Art erfordert                         |
| N | Gegenstand, der nur extrem unempfindliche detonierende Stoffe enthält                                                                                              |
| S | Stoff oder Gegenstand, der so verpackt oder gestaltet ist, dass jede durch nicht beabsichtigte Reaktion auftretende Wirkung auf das Versandstück beschränkt bleibt |

## Klasse 2 – Gase und gasförmige Stoffe
| Schild Gefahrgutklasse 2.1 | Schild Gefahrgutklasse 2.2 | Schild Gefahrgutklasse 2.3; mit Totenkopf und Schriftzug poison gas | Reine Gase, Gasgemische, Gemische eines oder mehrerer Gase mit einem oder mehreren anderen Stoffen sowie Gegenstände, die solche Stoffe enthalten Gase sind Stoffe, die bei 50 °C einen Dampfdruck von mehr als 3 bar haben oder bei 20 °C und 1013 mbar Druck vollständig gasförmig sind. Zu dieser Klasse gehören komprimierte (verdichtete), verflüssigte oder gelöste Gase. |

Beispiele: Propangas, Wasserstoff, Haarspray, Acetylen, Lachgas
Bei Kennzeichnung des Gefahrengrads werden Großbuchstaben verwendet. Diese Großbuchstaben sind die Anfangsbuchstaben der englischen Bezeichnung:
| Gefahrengrad | Bedeutung     | Englisch   |
| ------------ | ------------- | ---------- |
| A            | erstickend    | asphyxiant |
| O            | brandfördernd | oxidizing  |
| F            | entzündlich   | flammable  |
| T            | giftig        | toxic      |
| C            | ätzend        | corrosive  |

## Klasse 3 – Entzündbare flüssige Stoffe
Die Klasse 3 beinhaltet Stoffe und Gegenstände, die bei 20 °C und 1013 mbar flüssig sind, bei 50 °C maximal 3 bar Dampfdruck haben, bei 20 °C und 1013 mbar nicht vollständig gasförmig sind und einen Flammpunkt von höchstens 60 °C haben. Entzündbare flüssige Stoffe und geschmolzene feste Stoffe mit einem Flammpunkt über 60 °C, die auf oder über ihren Flammpunkt erwärmt sind, sind ebenfalls Stoffe der Klasse 3.
Beispiele: Benzin, Alkohol, bestimmte verflüssigte Metalle.
Klassifizierungscodes
Die Eigenschaften der einzelnen Stoffe bzw. Gegenstände der Klasse 3 sind in Klassifizierungscodes unterteilt, um ihre Eigenschaften anzuzeigen:
| Code | Eigenschaft |
| ---- | --- |
| F    | entzündbare flüssige Stoffe ohne Nebengefahr |
| F1   | entzündbare flüssige Stoffe mit einem Flammpunkt von höchstens 60 °C |
| F2   | entzündbare flüssige Stoffe mit einem Flammpunkt über 60 °C, die auf oder über ihren Flammpunkt erwärmt zur Beförderung aufgegeben oder befördert werden (erwärmte Stoffe) |
| FT   | entzündbare flüssige Stoffe, giftig |
| FT1  | entzündbare flüssige Stoffe, giftig |
| FT2  | Mittel zur Schädlingsbekämpfung (Pestizide) |
| FC   | entzündbare flüssige Stoffe, ätzend |
| FTC  | entzündbare flüssige Stoffe, giftig und ätzend |
| D    | desensibilisierte explosive flüssige Stoffe |

Zusätzlich wird der Gefährlichkeitsgrad über die Verpackungsgruppe wiedergegeben:
| VG I   | Stoffe mit hoher Gefahr und einem Siedebeginn unter 35 °C                                               |
| VG II  | Stoffe mit mittlerer Gefahr, einem Flammpunkt kleiner 23 °C und einem Siedebeginn über 35 °C            |
| VG III | Stoffe mit niedriger Gefahr, einem Flammpunkt zwischen 23 und 60 °C, sowie einem Siedebeginn über 35 °C |

## Klasse 4 – Entzündbare feste Stoffe, selbstentzündliche Stoffe, Stoffe, die in Berührung mit Wasser entzündbare Gase entwickeln

### Klasse 4.1 – Entzündbare feste Stoffe, selbstzersetzliche Stoffe, polymerisierende Stoffe und desensibilisierte explosive Stoffe
Stoffe der Klasse 4.1 sind leicht entzündliche feste Stoffe und Gegenstände, die durch Funkenflug entzündet werden können oder durch Reibung einen Brand verursachen können. Des Weiteren umfasst die Klasse 4.1 selbstzersetzliche Stoffe, die bei außergewöhnlich hohen Temperaturen oder durch Kontakt mit Verunreinigungen zu stark exothermen Zersetzungen neigen. Explosive Stoffe, die mit einer solchen Menge Wasser oder Alkohol befeuchtet sind oder die eine solche Menge Plastifizierungs- oder Inertisierungsmittel enthalten, dass die explosiven Eigenschaften unterdrückt sind, sind ebenso Stoffe der Klasse 4.1.
Beispiele: Kautschukreste, Zündhölzer, Schwefel.

### Klasse 4.2 – Selbstentzündliche Stoffe
Selbstentzündliche Stoffe sind Stoffe einschließlich Mischungen und Lösungen (flüssig oder fest), die sich in Berührung mit Luft schon in kleinen Mengen innerhalb von 5 Minuten entzünden. Dazu kommen Stoffe und Gegenstände, einschließlich Mischungen und Lösungen, die in Berührung mit Luft selbsterhitzungsfähig sind. Diese Stoffe können sich nur in größeren Mengen (mehrere kg) und nach längeren Zeiträumen (Stunden oder Tagen) entzünden.
Beispiele: Weißer Phosphor, Kohle (pflanzlichen Ursprungs), Fischmehl, Kopra, Firnisse.

### Klasse 4.3 – Stoffe, die in Berührung mit Wasser entzündliche Gase bilden
Der Klasse 4.3 sind Stoffe sowie Gegenstände mit Stoffen dieser Klasse zuzuordnen, die bei Berührung mit Wasser entzündbare Gase entwickeln, welche mit Luft explosionsfähige Gemische bilden können. Die Hitze einer solchen Reaktion mit Wasser kann auch zu einer Entzündung des entstandenen Gases oder einer Explosion führen.
Beispiele: Natrium, Carbid, Zinkstaub, Trichlorsilan.

## Klasse 5 – Entzündend (oxidierend) wirkende Stoffe und organische Peroxide

### Klasse 5.1 – Entzündend wirkende Stoffe
Stoffe, die selbst nicht notwendigerweise brennbar sein müssen und (im Allgemeinen durch Abgabe von Sauerstoff) einen Brand verursachen oder den Brand anderer Stoffe fördern können, sind Stoffe der Klasse 5.1. Des Weiteren können brennbare Stoffe wie Ethylalkohol oder Aceton in Kombination mit starken Oxidationsmitteln wie Wasserstoffperoxid zu explosionsfähigen oder deflagrierenden Stoffen werden.
Beispiele: Sauerstoff, Wasserstoffperoxid, Kaliumchlorat, Salpetersäure, Natriumchlorat („Unkraut-Ex“), ammoniumnitrathaltige Düngemittel.

### Klasse 5.2 – Organische Peroxide
| Schild Gefahrgutklasse 5.2 | Der Klasse 5.2 sind alle organischen Peroxide zuzuordnen, die mehr als 1 % Aktivsauerstoff und mehr als 1 % Wasserstoffperoxid oder mehr als 0,5 % Aktivsauerstoff und mehr als 7 % Wasserstoffperoxid enthalten. Der Unterschied zu oxidierenden Stoffen, die der Klasse 5.1 zugeordnet sind, liegt hierbei auch in zusätzlichen explosiven Reaktionen oder heftigen Brandverhalten bei einer Reaktion mit anderen brennbaren Stoffen. Organische Peroxide müssen aufgrund ihrer Reaktionsfreudigkeit auch getrennt von Stoffen der Klassen 1, 2.1, 3, 4 und 5.1 gelagert und transportiert werden. Beispiele: Dibenzoylperoxid (Härter für Polyesterharz), Methylethylketonperoxid (Härter für Zweikomponenten-Lacke). |

Bezettelung gültig seit 2007, veraltetes Gefahrensymbol  wegen Ähnlichkeit mit 5.1 verworfen

## Klasse 6 – Giftige und ansteckungsgefährliche Stoffe

### Klasse 6.1 – Giftige Stoffe
| Schild Gefahrgutklasse 6.1 | Der Begriff der Klasse 6.1 Giftige Stoffe umfasst Stoffe, von denen aus der Erfahrung bekannt oder nach tierexperimentellen Untersuchungen anzunehmen ist, dass sie bei einmaliger oder kurzdauernder Einwirkung in relativ kleiner Menge beim Einatmen, bei Absorption durch die Haut oder Einnahme zu Gesundheitsschäden oder zum Tode einen Menschen führen können. Genetisch veränderte Mikroorganismen und Organismen sind dieser Klasse zuzuordnen, wenn sie deren Bedingungen erfüllen. Beispiele: Cyanwasserstoff (Blausäure), Arsen, Pestizide |

### Klasse 6.2 – Ansteckungsgefährliche Stoffe
| Schild Gefahrgutklasse 6.2 | Der Begriff der Klasse 6.2 umfasst ansteckungsgefährliche Stoffe. Ansteckungsgefährliche Stoffe im Sinne der ADR/RID sind Stoffe, von denen bekannt oder anzunehmen ist, dass sie Krankheitserreger enthalten. Die Krankheitserreger sind Mikroorganismen (einschließlich Bakterien, Viren, Parasiten und Pilze) und andere Erreger wie Prionen, die bei Menschen oder Tieren Krankheiten hervorrufen können. Genetisch veränderte Mikroorganismen und Organismen, biologische Produkte, diagnostische Proben und absichtlich infizierte lebende Tiere sind dieser Klasse zuzuordnen, wenn sie deren Bedingungen erfüllen. Beispiele: Klinikabfälle, medizinische Proben |

## Klasse 7 – Radioaktive Stoffe
| Gefahrzettel 7A Kategorie I-WEISS  | Gefahrzettel 7B Kategorie II-GELB             | Alle radioaktiven Stoffe und Gegenstände, die radioaktive Stoffe enthalten, sind Stoffe der Klasse 7. Beispiele: Uran, Plutonium, bestimmte medizinische Instrumente, technische Prüfanlagen zur Produktkontrolle. - Kategorie I-WEISS (Gefahrzettel 7A) - Kategorie II-GELB (Gefahrzettel 7B) - Kategorie III-GELB (Gefahrzettel 7C) - Spaltbare Stoffe der Klasse 7 (Gefahrzettel 7E) 7/3 |
| Gefahrzettel 7C Kategorie III-GELB | Gefahrzettel 7E Spaltbare Stoffe der Klasse 7 | Alle radioaktiven Stoffe und Gegenstände, die radioaktive Stoffe enthalten, sind Stoffe der Klasse 7. Beispiele: Uran, Plutonium, bestimmte medizinische Instrumente, technische Prüfanlagen zur Produktkontrolle. - Kategorie I-WEISS (Gefahrzettel 7A) - Kategorie II-GELB (Gefahrzettel 7B) - Kategorie III-GELB (Gefahrzettel 7C) - Spaltbare Stoffe der Klasse 7 (Gefahrzettel 7E) 7/3 |

| Bedingungen                            | Bedingungen                                                | Kategorie | Kategorie |
| -------------------------------------- | ---------------------------------------------------------- | --------- | --------- |
| Transportkennzahl (TI) 7/1             | höchste Dosisleistung 7/1 an jedem Punkt einer Außenfläche | Kategorie | Kategorie |
| 0                                      | nicht größer als 0,005 mSv/h                               | I-WEISS   | I-WEISS   |
| größer als 0, aber nicht größer als 1  | größer als 0,005 mSv/h, aber nicht größer als 0,5 mSv/h    | II-GELB   | II-GELB   |
| größer als 1, aber nicht größer als 10 | größer als 0,5 mSv/h, aber nicht größer als 2 mSv/h        | III-GELB  | III-GELB  |
| größer als 10                          | größer als 2 mSv/h, aber nicht größer als 10 mSv/h         | III-GELB  | 7/2       |

ADR Tabelle 5.1.5.3.4 – Kategorien der Versandstücke und Umverpackungen und Container
7/1 Die Transportkennzahl TI ist ein Kennwert, der aus der Dosisleistung ermittelt wird
7/2 Ist außerdem unter ausschließlicher Verwendung zu befördern
Daneben ist die Kritikalitätssicherheitskennzahl (CSI, Criticality safety index) zu berücksichtigen, der in den Gefahrzettel 7E eingetragen wird. 7/3
Diese Klasse und ihre Kennzeichnung ist auch in den UN Regulations for the Safe Transport of Radioactive Material der IAEA
geregelt.

## Klasse 8 – Ätzende Stoffe
Die Klasse 8 umfasst alle Stoffe, die durch chemische Einwirkung eine irreversible Schädigung der Haut verursachen oder beim Freiwerden materielle Schäden an anderen Gütern oder Transportmitteln herbeiführen oder sie sogar zerstören.
Unter den Begriff dieser Klasse fallen auch Stoffe, die erst bei Vorhandensein von Wasser einen ätzenden flüssigen Stoff oder in Gegenwart von natürlicher Luftfeuchtigkeit ätzende Dämpfe oder Nebel bilden.
Beispiele: Schwefelsäure, Natronlauge, Salzsäure.

## Klasse 9 – Verschiedene gefährliche Stoffe und Gegenstände
| Schild Gefahrgutklasse 9 | Schild Gefahrgutklasse 9A | Unter die Klasse 9 fallen alle Stoffe und Gegenstände, die während der Beförderung eine Gefahr darstellen und die nicht unter eine der vorgenannten Klassen fallen. Darunter fallen sonstige chemische oder toxikologische Gefahren, hohe oder niedrige Beförderungstemperaturen sowie physikalische Gefahren. |

Beispiele: Trockeneis, flüssiger Stickstoff, Asbest, einige Airbagtypen und selbstaufblasende Rettungsinseln. Die Gefahren sind mögliche Erfrierungen, Langzeitschäden (Asbestose) oder Verletzungen durch mechanische Einwirkung. Das Gas von Rettungsinseln (Kohlenstoffdioxid oder Stickstoff) ist inert und daher nur in geschlossenen Räumen wegen Erstickungsgefahr ein Sicherheitsrisiko, hingegen können unbeabsichtigt ausgelöste Rettungsinseln genügend Kraft entwickeln, jemanden zu erdrücken.
Seit dem 1. Januar 2017 gibt es einen neuen Gefahrzettel 9A. Dieser dient ausschließlich der Kennzeichnung des Transportes von Lithiumbatterien.